# Kodeks 082
Kodeks 082 (Gregory-Aland no. 082),  α 1024 (von Soden) – grecki kodeks uncjalny Nowego Testamentu na pergaminie, paleograficznie datowany na VI wiek. Rękopis przechowywany jest w Narodowym Muzeum Historycznym (V. 108) w Moskwie.

## Opis
Do dziś zachował się jedynie fragment 1 karty kodeksu z tekstem Listu do Efezjan (4,2-18). Oryginalne rozmiary karty nie są znane. Tekst pisany był dwoma kolumnami na stronę, 26 linijek w kolumnie (prawdopodobnie).
Grecki tekst kodeksu przekazuje tekst mieszany, Kurt Aland zaklasyfikował go do kategorii III.
Tischendorfa widział kodeks w Moskwie w 1868 roku. Gregory w 1908 roku dał mu siglum 082. Kodeks badał również Kurt Treu w 1966 roku i Pasquale Orsini.